# Ivan Pengov (kipar)
Ivan Pengov, slovenski kipar in podobar, * 9. junij 1879, Selo pri Ihanu, † 31. maj 1932, Ljubljana.

## Življenjepis
Pengov se je rodil 9. junija 1879 na Selu pri Ihanu. V letih 1893-1897 je obiskoval in z odličnim uspehom končal kiparski oddelek na obrtni strokovni šoli v Ljubljani. Zaposlil se je pri znanem podobarju Andreju Rovšku v Ljubljani. Po Rovškovi smrti leta 1907 je prevzel delavnico in postal mojster. Leta 1912 je bil na študijskem popotovanju po Avstriji in Nemčiji.
Leta 1909 je izdelal veliki oltar za ihansko župno cerkev, 1912 pa stranski oltar sv. Družine in krstilnik ter prenovil 2 stranska oltarja. Istega leta je prenovil vse stranske oltarje v frančiškanski cerkvi v Kamniku. Za to cerkev je že 1909 izdelal relief: Jezus na križu se prikazuje sv. Frančišku.
Za ljubljansko stolnico je iz domačega peščenjaka izdelal štiri kipe nadnaravne velikosti: kipa sv. Tomaža Akvinskega in sv. Bonaventure iz leta 1912 stojita v nišah zahodne fasade (ob glavnih vratih), kipa škofa Tomaža Hrena in škofa Sigismunda Lamberga iz leta 1913 pa v nišah severne fasade.
Za Žiri je izklesal štiri kipe iz istrskega marmorja. Za Radeče pri Zidanem mostu je izdelal 3 kipe, za cerkev na Rakeku pa kipa sv. Urbana in Marijo z detetom, kipe Brezmadežne je napravil za Sela pri Kamniku, za cerkev v Grobljah in za škofijsko kapelo v Ljubljani. Več kipov je izklesal za Tržič in Žužemberk. Kip Srca Jezusovega v Jeričevem znamenju v Ihanu je njegovo delo. Luka Pajer je hranil okoli 30 cm visok kip Krst v Jordanu.